# Johannes Heesters
Johannes Heesters (Amersfoort, 5 dicembre 1903 – Starnberg, 24 dicembre 2011) è stato un attore e cantante olandese naturalizzato austriaco.
Morì a 108 anni. Realizzò incisioni anche da ultracentenario (nonostante da tempo avesse perso completamente la vista a causa della degenerazione maculare), stabilendo un record nel mondo della canzone, con oltre 70 anni di carriera. Il suo repertorio fu essenzialmente folk.
Si sposò due volte ed ebbe due figlie, tra cui l'attrice tedesca Nicole Heesters.

## Discografia

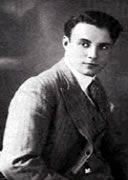
Johannes Heesters a 16 anni nel 1919

### Album
- 1965: Jetzt geh' ich ins Maxim
- 2003: Ich werde 100 Jahre alt

### Singoli
- 1936: Eine Frau, so wie Du / Heimatlied
- 1937: Ich werde jede Nacht von Ihnen träumen / Einmal von Herzen verliebt sein
- 1937: Du hast mich noch nie so geküßt / Nimm mein Herz in Deine Hände
- 1938: So verliebt wie heut' war ich nie / Mein Herz liegt Dir zu Füßen
- 1939: Jede Frau hat ein süßes Geheimnis / Meine Welt, die bist Du
- 1939:  Musik, Musik, Musik (con Marika Rökk)
- 1940: Lippen schweigen, 's flüstern Geigen / Da geh' ich ins Maxim
- 1941: Bist du's, lachendes Glück? / Eine nach der anderen
- 1941: Man müßte Klavier spielen können / Liebling, was wird nun aus uns beiden?
- 1941: Mein Ahnherr war der Luxemburg / Wann sagst du ja?
- 1942: Durch Dich wird diese Welt erst schön / Karussell
- 1949: Ich spiel mit Dir (Und Du mit mir) / Ein Glück, daß man sich so verlieben kann
- 1949: Tausendmal möcht' ich Dich küssen / Das kommt mir Spanisch vor
- 1950: Es kommt auf die Sekunde an / Alle Wege führen mich zu Dir
- 19??: Sehnsucht nach Dir / Das ist die Nacht uns'rer Liebe
- 19??: Ich knüpfte manche zarte Bande / Nimm mein Herz in Deine Hände
- 19??: Freuderl, mir geht es heut' so gut / Ich lade Sie ein, Fräulein / Mein Mädel ist nur eine Verkäuferin
- 1966: O, mooie molen / Wir sind zwei gute Kameraden
- 1998: Ich werde 100 Jahre alt
- 2006: Bunte Tulpen (con Heintje)
- 2006: Ich danke Gott für all die schönen Jahre
- 2007: Generationen (con Claus Eisenmann)

## Filmografia

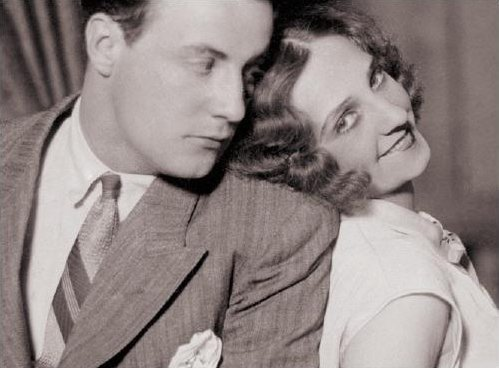
Heesters con la prima moglie Louisa Ghijs nel 1928

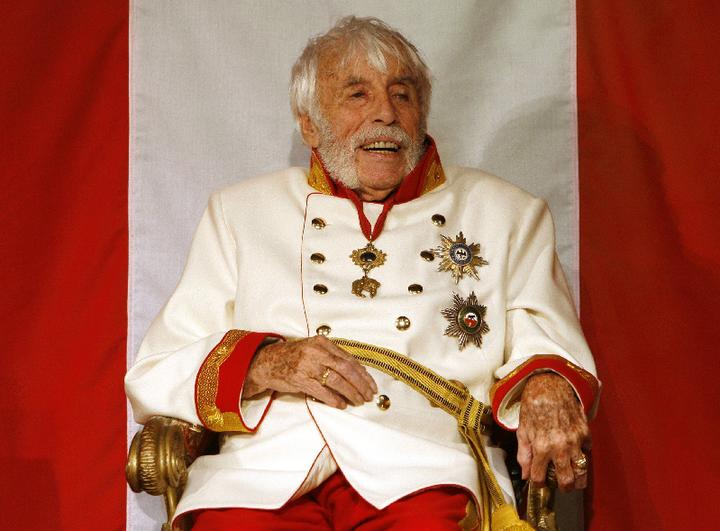
Johannes Heesters nei panni di Francesco Giuseppe

| - Cirque hollandais, regia di Theo Frenkel (1924) - Hollandsch Hollywood, regia di Ernst Winar (1933) - Bleeke Bet - De vier mullers, regia di Rudolf Meinert (1935) - Alles für die Firma, regia di Rudolf Meinert (1935) - Il segreto dei candelabri (Die Leuchter des Kaisers), regia di Karl Hartl (1936) - Der Bettelstudent, regia di Georg Jacoby (1936) - Il concerto di corte (Das Hofkonzert), regia di Detlef Sierck (Douglas Sirk) (1936) - Die Weltmeisterin, regia di Hans Dekner (1936) - Wenn Frauen schweigen , regia di Fritz Kirchhoff (1937) - Gasparone - Nanon, regia di Herbert Maisch (1938) - L'allegro cantante (Das Abenteuer geht weiter), regia di Carmine Gallone (1939) - Una ragazza indiavolata (Hallo Janine!), regia di Carl Boese (1939) - Meine Tante - deine Tante, regia di Carl Boese (1939) - Liebesschule, regia di Karl Georg Külb (1940) - Allegri vagabondi (Die lustigen Vagabunden), regia di Jürgen von Alten (1940) - Baruffe d'amore (Rosen in Tirol), regia di Géza von Bolváry (1940) - Soltanto tu! (Immer nur-Du!), regia di Karl Anton (1941) - Jenny und der Herr im Frack, regia di Paul Martin (1941) - Illusion, regia di Viktor Tourjansky (1941) - Der Trichter Nr. 12 - Karneval der Liebe, regia di Paul Martin (1943) - Großstadtmelodie - Es lebe die Liebe , regia di Erich Engel (1944) - Glück bei Frauen - Es fing so harmlos an - Axel an der Himmelstür - Die Fledermaus, regia di Géza von Bolváry (1946) - Renee XIV - Wiener Melodien, regia di Theo Lingen, Hubert Marischka (1947) - Frech und verliebt , regia di Hans Schweikart (1948) - Liebe Freundin - Wenn eine Frau liebt - 1950: Hochzeitsnacht im Paradies, regia di Géza von Bolváry - Professor Nachtfalter - Tanz ins Glück, regia di Alfred Stöger (1951) - 1951: Die Csardasfürstin - 1952: Im weißen Rößl - 1953: Die geschiedene Frau | - 1953: Die Jungfrau auf dem Dach - 1953: Schlagerparade - Hab' ich nur deine Liebe, regia di Eduard von Borsody (1953) - 1954: Stern von Rio - 1955: Bel-Ami - 1955: Gestatten, mein Name ist Cox (Film) - 1956: Ein Herz und eine Seele / …und wer küßt mich - 1956: Opernball - 1956: Heute heiratet mein Mann - 1957: Bel Ami. Der Frauenheld von Paris - 1957: Viktor und Viktoria - 1957: Von allen geliebt - 1958: Bühne frei für Marika! - 1958: Besuch aus heiterem Himmel / Jetzt ist er da aus USA - 1958: Frau im besten Mannesalter - 1959: Die unvollkommene Ehe - 1960: Am grünen Strand der Spree (TV, part 5) - 1961: Junge Leute brauchen Liebe - 1968: Unsere liebste Freundin (TV) - 1973: Hallo - Hotel Sacher ... Portier! (TV, episode 2) - 1974: Hochzeitsnacht im Paradies (TV) - 1980: Liebe bleibt nicht ohne Schmerzen (TV) - 1982: Sonny Boys (TV) (Carl-Heinz Schroth) - 1984: Die schöne Wilhelmine (TV fourt part series) - 1985: Otto – Der Film - 1991: Altes Herz wird nochmal jung - 1993: Zwei Münchner in Hamburg - 1994: Silent Love (Short film) - 1995: Grandhotel - 1996: Ein gesegnetes Alter (TV) - 1999: Theater: Momo (TV) - 2001: Otto – Mein Ostfriesland und mehr (TV) - 2003: Zurück ins Leben - 2008: 1½ Ritter – Auf der Suche nach der hinreißenden Herzelinde - 2008: La strada per la felicità (Wege zum Glück) - 2011: Ten (short film) |